# 요괴학원 Y ~N과의 조우~
《요괴학원 Y ~N과의 조우~》(일본어: 妖怪学園Y 〜Nとの遭遇〜)는 LEVEL-5에서 발매한 닌텐도 3DS용 게임 '요괴워치' 시리즈를 원작으로 한 TV 애니메이션이다. 일본에서 2019년 12월 27일에서 2021년 4월 2일까지 방영되었으며, 대한민국에서는 2021년 8월 3일부터 2022년 3월 8일까지 매주 화요일 밤 9시에 방영했다.

## 개요
요괴워치 애니메이션 시리즈 중 일곱번째 작품이자 극장판 6번째 작품인 요괴학원 Y 고양이는 HERO가 될 수 있을까의 후속작이다.

## 방영 목록
| 회차       | 제목                                           | 방송 일자        |
| ---------- | ---------------------------------------------- | ---------------- |
| 1화        | 충격! 첫사랑은 OO이었다                        | 2021년 8월 3일   |
| 2화        | 거대 회사원 김 과장의 우울                     | 2021년 8월 3일   |
| 3화        | 백 투 더 모닝 그걸 밟으면 안돼                 | 2021년 8월 10일  |
| 4화        | 악동노트 이름을 적히면 악동이 된다             | 2021년 8월 10일  |
| 5화        | 기나긴 줄! 차리이의 초콜릿 공장                | 2021년 8월 17일  |
| 6화        | 카메라를 멈추면 저주받는다                     | 2021년 8월 17일  |
| 7화        | 영희~쾌변왕국 장실성의 여왕~                   | 2021년 8월 24일  |
| 8화        | N과의 조우, 너는 UFO를 보았나?                 | 2021년 8월 24일  |
| 9화        | 프리즌 브레이크! 이커트래즈 수용소             | 2021년 8월 31일  |
| 10화       | 달려라! Y타임즈 보도부                         | 2021년 8월 31일  |
| 11화       | 거대 로봇이야말로 청춘이다!                    | 2021년 9월 7일   |
| 12화       | 24시간의 도주, 메카는 지구를 구한다            | 2021년 9월 7일   |
| 13화       | 로드 오브 더 핑크, 소각로 마운틴을 정복하라    | 2021년 9월 14일  |
| 14화       | 게이머는 꼭 보시라! 어쌔신이 온다고!           | 2021년 9월 14일  |
| 15화       | 충격의 마지막 정답! 퀴즈 대결 지묘한 VS 무은율 | 2021년 9월 28일  |
| 16화       | 통통녀는 꽃미남을 좋아하면 안 되나요?          | 2021년 9월 28일  |
| 17화       | 첫사랑은 마음이 여기에 없는 느낌               | 2021년 10월 5일  |
| 18화       | 저, 편의점에서 알바를 시작했습니다             | 2021년 10월 5일  |
| 19화       | 세기의 대결! YSP VS ESP                        | 2021년 10월 12일 |
| 20화       | 금단의 사랑은 금단이라서 불타오르는 거다       | 2021년 10월 12일 |
| 21화       | 다시 태어나도 당신과 함께 있고 싶어요          | 2021년 10월 19일 |
| 22화       | 너도 될 수 있는 Y튜버                          | 2021년 10월 19일 |
| 23화       | 사랑과 청춘과 우리의 의리 없는 싸움            | 2021년 10월 26일 |
| 24화       | 실화냐! 헤비하게 가서 헤비메탈이라고?!         | 2021년 10월 26일 |
| 25화       | 해커가 되자! 선도부장 나유성의 진실            | 2021년 11월 2일  |
| 26화       | 미소녀 전학생 은선의 사정                      | 2021년 11월 2일  |
| 27화       | 나도 히어로가 되고 싶어                        | 2021년 11월 9일  |
| 28화       | 호반의 공포 워터킹데드                         | 2021년 11월 9일  |
| 29화       | 달빛 아래의 사랑은 오버드라이브                | 2021년 11월 16일 |
| 30화       | 구미남의 귀가 전율의 미스터리 하우스           | 2021년 11월 16일 |
| 31화       | 견우네 엄마가 찾아오셨다!                      | 2021년 11월 23일 |
| 32화       | 은빛 외계인 무한 증식 사건                     | 2021년 11월 23일 |
| 33화       | 와글와글하게 Y연구회를 재건하자                | 2021년 11월 23일 |
| 34화       | 침략 마소녀, 강림                              | 2021년 11월 30일 |
| 35화       | 무은율의 장렬한 마지막 배틀                    | 2021년 11월 30일 |
| 36화       | 그 때 최고로 흉악한 고양이가 탄생한다          | 2021년 12월 7일  |
| 37화       | 우리의 뜨거운 나날을 되찾자!                   | 2021년 12월 7일  |
| 38화       | 최강 히어로 어스워커!                          | 2021년 12월 14일 |
| 39화       | 저, 독립하겠어요! 그 이름은 빛나는 별 공화국   | 2021년 12월 14일 |
| 40화       | 미션 임파서블! 선도타워를 공략하라!            | 2021년 12월 21일 |
| 41화       | 대결전! Y는 지구를 구한다                      | 2021년 12월 21일 |
| 42화       | 별세상 서바이벌! 표류학원Y                     | 2021년 12월 28일 |
| 43화       | 침략당한 Y학원                                 | 2021년 12월 28일 |
| 44화       | 히어로의 자격! 새로운 히어로가 나올까?!        | 2022년 1월 4일   |
| 45화       | 결전! 빛나는 별 캐슬 공략작전!                 | 2022년 1월 4일   |
| 46화       | 아난과 얼음의 여왕 슬프고도 드문 우주의 이야기 | 2022년 1월 11일  |
| 47화       | 슬픈 전사 엘제메키아의 최후                    | 2022년 1월 11일  |
| 48화       | 폭풍 전의 조용한 일상                          | 2022년 1월 18일  |
| 49화       | 오랜간만이십니다, 아수라 사부님                | 2022년 1월 18일  |
| 50화       | 염라대왕 이사장의 중대 결단! 마지막 교가제창!  | 2022년 1월 25일  |
| 51화       | 사투, 마제라 볼트! 지구는 우주의 먼지가 된다   | 2022년 1월 25일  |
| 52화       | 나는 우주 제일의 히어로가 될거야               | 2022년 2월 8일   |
| 53화       | 인기 스타한텐 역시 가짜가 따르는 법?           | 2022년 2월 8일   |
| 54화       | 우리 고등학교는 중학교의 총자퇴를 요구한다!    | 2022년 2월 8일   |
| 55화       | Y학원 부속 고등학교는 얼마나 호화로운 거야?    | 2022년 2월 8일   |
| 56화       | 무서운 회장은 많이 봐서 익숙해                 | 2022년 2월 15일  |
| 57화       | 그건 그거, 훈련하면 새로운 변신                | 2022년 2월 15일  |
| 58화       | 장렬한 대결, 운명을 건 전투                    | 2022년 2월 22일  |
| 59화       | 지하인간의 음모라니, 이봐, 거짓말이지?         | 2022년 2월 22일  |
| 60화       | 나왔다! 초고도 문명 아틀란티스                 | 2022년 3월 8일   |
| 61화       | 장렬, 아틀란티스의 대결전!                     | 2022년 3월 8일   |
| 62화       | 츄핫! 이 손이 너에게 닿기를...!                | 2022년 3월 8일   |
| 최종화(63) | Y학원은 영원불멸입니다                         | 2022년 3월 8일   |

## 주제곡
오프닝 곡:
반짝 쿵 은하
엔딩 곡:Y학원으로 가자

## 극장판

### 6기
2019년 12월 13일에 일본에서 6기 극장판인 《요괴학원 Y 고양이는 HERO가 될 수 있을까》의 제목으로 개봉했다.

## 같이 보기
- LEVEL-5
- 요괴워치
- 요괴워치 (애니메이션)
- 요괴워치 섀도우 사이드
- 요괴워치!
- 요괴워치의 등장인물 목록